# Batman y Robin (serial)
Las nuevas aventuras de Batman y Robin, el Chico Maravilla, también conocido simplemente como Batman y Robin es una serie de 15 capítulos estrenada en 1949 por Columbia Pictures, basado en los personajes de la editorial DC Comics. Interpretado por Robert Lowery en el papel de Bruce Wayne/Batman y por Johnny Duncan, como Dick Grayson/Robin. Jane Adams en el papel de Vicky Vale y el veterano actor Lyle Talbot como el Comisionado Gordon. La serie fue escrita por George H. Plympton, Joseph F. Poland y Royal K. Cole y dirigida por Spencer Gordon Bennet.
Las series fueron relanzadas como títulos de Video On Demand por RiffTrax, el proyecto de exalumnos de los exmiembros de Mystery Science Theater 3000 Michael J. Nelson, Kevin Murphy y Bill Corbett. En septiembre de 2014, se publicó la serie completa. Turner Classic Movies ha emitido el serial cinematográfico de junio a noviembre de 2015 y de octubre de 2021 a enero de 2022 en una franja semanal de media hora los sábados por la mañana.

## Argumento
El Dúo Dinámico se enfrenta a El Mago, un villano encapuchado que utiliza un dispositivo eléctrico capaz de controlar automóviles, con la intención de provocarle retos al Dúo Dinámico. Su identidad será un misterio durante toda la serie, hasta el final.

## Elenco
- Robert Lowery as Batman/Bruce Wayne
- Johnny Duncan as Robin/Dick Grayson
- Jane Adams as Vicki Vale
- Lyle Talbot as Commissioner Jim Gordon
- Ralph Graves as Winslow Harrison
- Don C. Harvey as Nolan, a henchman
- William Fawcett as Professor Hammil
- Leonard Penn as Carter, Hammil's valet/The Wizard
- Rick Vallin as Barry Brown, a radio announcer
- Michael Whalen as Dunne, a private investigator
- Greg McClure as Evans, a henchman
- House Peters, Jr. as Earl, a henchman
- Jim Diehl as Jason, a henchman
- Rusty Wescoatt as Ives, a henchman
- Eric Wilton as Alfred Pennyworth (uncredited)
- uncredited as Jimmie Vale, Vicki's brother and henchman

## Producción
Dicen los autores Jim Harmon y Donald Glut: “Como era habitual en las producciones de Katzman, el bajo presupuesto dejaba evidencias por todas partes, las deficiencias dejaban al descubierto el ahorro de dinero”. El traje de Batman tenía una capucha que no se ajustaba bien al actor, mientras que a Robin lo vestían con unas medias largas de color rosa para cubrir la vellosidad de sus piernas, tanto al actor como a su doble. Así como en el serial de 1943, el Batmóvil es nuevamente un auto de calle, esta vez un Mercury de 1949.

## Estreno

### Versión hogareña
La serie fue lanzada en DVD en 2005 por Sony Pictures Home Entertainment, coincidiendo con el estreno de la película Batman Begins. A diferencia de su predecesora, Batman and Robin: The Complete 1949 Movie Serial Collection ha sido restaurada. El negativo original fue escaneado en alta definición y vuelto a mezclar, lo que en pantalla completa muestra un blanco y negro muy intenso y profundo. A lo largo de toda la serie se pueden apreciar ligeros empalmes, que se remontan al corte del negativo original. No hay fotogramas faltantes, pero esas líneas de parpadeo son notables. El audio es de muy buena calidad, teniendo en cuenta su antigüedad.

## Lista de capítulos
1. Batman Takes Over - El reinado de Batman
2. Tunnel of Terror - El túnel del terror
3. Robin's Wild Ride - La carrera salvaje de Robin
4. Batman Trapped! - ¡Batman atrapado!
5. Robin Rescues Batman! - ¡Robin rescata a Batman!
6. Target - Robin!
7. The Fatal Blast
8. Robin Meets the Wizard
9. The Wizard Strikes Back
10. Batman's Last Chance
11. Robin's Ruse
12. Robin Rides the Wind
13. The Wizard's Challenge
14. Batman vs. Wizard
15. Batman Victorious

Fuente: